# 밀로시 데게네크
밀로시 데게네크(영어: Milos Degenek, 세르비아어: Милош Дегенек, 1994년 4월 28일 ~ )는 오스트레일리아의 축구 선수로 포지션은 수비수이다. 현재 세르비아 수페르리가의 레드 스타 베오그라드 소속으로 뛰고 있다.
크로아티아 시베니크크닌주 크닌에서 세르비아인 부모의 아들로 태어났으며, 1999년 코소보 전쟁의 여파로 오스트레일리아 시드니로 이주했다.